# HIRO学園
HIRO学園（ひろがくえん; ポルトガル語: Hiro Gakuen - Escola Brasileira Prof. Kawase）は、岐阜県大垣市にあるブラジル人学校。正式名は「HIRO学園エスコーラブラジレイラプロフェソールカワセ」。川瀬充弘が、1999年に廃園前のブラジル人託児所を引き継いだことがきっかけで、2000年に私塾としてスタート。

## 沿革
- 2000年4月：私塾として開校。
- 2002年12月：ブラジルから認可校と認められる
- 2006年11月28日：各種学校、準学校法人として認可
- 2007年2月1日：各種学校として開校